# Ophiographa dilutaria
Ophiographa dilutaria là một loài bướm đêm trong họ Geometridae.